# Torvosaurus ingens
Torvosaurus ingens es una especie dudosa del género extinto Torvosaurus (lagarto salvaje) de dinosaurio terópodo megalosáurido, que vivió a finales del período Jurásico, hace aproximadamente entre 157 y 148 millones de años, desde el Kimmeridgiense al Titoniense, en lo que hoy es África y Sudamérica. Restos de un gran terópodo que ahora se cree que fue Torvosaurus fueron descubiertos en la Formación Tendaguru de Tanzania. Werner Janensch lo llamó "Megalosaurus" ingens en 1920, basado en el espécimen MB R 1050, un diente de 12 centímetros de largo de lo que en esa época se llamaba África Oriental Alemana. Eventualmente fue reclasificado como miembro probable de Carcharodontosauridae antes de ser reclasificado como miembro probable del género Torvosaurus en 2020, creando así potencialmente la nueva especie, Torvosaurus ingens. Esta nueva combinación de nombre también incluía a FC-DPV 2971, un diente lateral grande y completo del Jurásico Superior de Uruguay, más precisamente la Formación Tacuarembo, aunque sin embargo, se necesitarían recolectar más especímenes antes de que esto pueda ser reconocido oficialmente como una nueva especie. Sin embargo, Rauhut et al. consideran que los dientes no son diagnósticos, siendo coherentes en tamaño y forma con una variedad de otros terópodos, incluidos los carcarodontosáuridos y por lo tanto, consideran que su atribución al género es problemática.